# Железнодорожный мост через Турнеэльвен
Железнодорожный мост через Турнеэльвен — соединяет финский город Торнио и шведский город Хапаранда, которые расположены по разным берегам реки Турнеэльвен.

## История
Временный ледяной речной путь был построен над рекой Турнеэльвен в 1917 году. Нынешний мост был открыт в 1919 году и стал первым прямым соединением между городами. Он был построен совместно правительствами Швеции и Финляндии и железной дорогой. Через 20 лет, в 1939 году, был открыт и автомобильный мост, а в 1979 году мост Турнеэльвен.
Мост окрашен в белый цвет с финской стороны до международной границы, а синим до шведской стороны. Следы двойной колеи продолжаются по мосту в железнодорожную сортировочную станцию в любой стране (сортировочная станция шведской колеи в Торнио и финская колея в Хапаранде).
Ранее по мосту было пассажирское движение, но потом его отменили: финские железные дороги постепенно прекратили пассажирские перевозки на шведскую сторону в период между 1984 и 1988 годами, в то время как последний пассажирский поезд шведских железных дорог покинул Хапаранду в 1992 году. Поезд между Боденом, Швеция и Хапарандой совершил пробный рейс в начале 2000-х годов, но был нерентабельным.
Начиная с 2014 года, в Торнио ходят Green Cargo, один или два раза в день по будням и субботам. Финская железнодорожная компания будет совершать рейсы в Хапаранду, если это будет необходимо. Текущее трансграничное движение состоит из контейнерных грузов и грузов из Оутокумпу. Ожидается, что трансграничные грузовые перевозки на шведской стороне вырастут благодаря строительству новой железнодорожной линии между Каликсом и Хапарандой.

## Конструкция
Длина моста составляет 245 м, он был построен как поворотный мост (хотя редко использовался ввиду малой интенсивности крупнотоннажного судоходства), который поворачивался в горизонтальной плоскости вокруг центральной колонны. Мост был преобразован в стационарное сооружение 22 октября 1985 года.
На мосту проложены линии для разных колёсных пар. На обоих путях уложены рельсы 1524 мм, используемые в Финляндии, и рельсы 1435 мм, используемые в Швеции.